# David Roas Deus
David Roas Deus   (Barcelona, 14 de juliol de 1965) és escriptor i professor de Teoria de la Literatura i Literatura Comparada a la Universitat Autònoma de Barcelona, on dirigeix el Grupo de Estudios sobre lo Fantástico (GEF).
És autor dels llibres de contes i microrelats Los dichos de un necio (1996), Horrores cotidianos (2007), Distorsiones (2010, guanyador del VIII Premi Setenil al millor llibre de contes publicats a Espanya), i Intuiciones y delirios (2012); i de la novel·la La estrategia del koala (2013). Especialista en literatura fantàstica, ha publicat, entre d'altres, els assajos La sombra del cuervo. Edgar Allan Poe y la literatura fantástica española del siglo XIX (2011) i Tras los límites de lo real. Una defi nición de lo fantástico (2011; IV Premio Málaga de Ensayo).